# Kovács János (pedagógus)
Kovács János (Eger, 1764. augusztus 25. – Bécs, Osztrák Császárság, 1834. április 12.) pedagógus, mecénás, a Magyar Tudós Társaság tiszteleti tagja. Erdélyi főúri családok, majd Habsburg-főhercegek házitanítója volt, mecénásként vagyonát magyarországi közművelődési célokra áldozta.

## Életútja
Elemi és középiskoláit Egerben végezte el, majd 1781-től a bécsi egyetemen folytatott jogi tanulmányokat. 1785-től 1798-ig gróf Bánffy György három fiának nevelője, egyszersmind az 1787-ben erdélyi főkormányzóvá kinevezett Bánffy jegyzője és házititkára volt. 1798-ban Bécsbe költözött, ahol két évtizeden keresztül gróf Pálffy József huszár lovaskapitány és hadbíró fiai, Antal és Miklós házinevelőjeként tevékenykedett. Ezt követően a bécsi császári udvarhoz került, ahol a korábbi uralkodó, II. Lipót gyermekei, Rainer József főherceg mellett nyolc, Lajos főherceg mellett öt évig, illetve I. Ferenc fia, Ferdinánd trónörökös mellett öt évig volt a magyar nyelv és irodalom tanára.

## Munkássága
Anyagi javait szívesen fordította jótékonykodásra és közművelődési célokra. Több alapítványt tett szülővárosa, Eger közegészségügyi helyzetének fejlesztésére és tanuló ifjúságának támogatására. 1000-1000 pengőforinttal járult hozzá az esztergomi bazilika építéséhez és a Magyar Tudós Társaság törzstőkéjéhez, de támogatta a pesti Ludovika Akadémiát, a bécsi teológushallgatók tanulmányait, az eperjesi görögkatolikus főegyházmegye közkönyvtárát, s Fogarassy János magyar nyelvkönyvének kiadását (Origo et formatio linguae Ugoricae-Ungaricae, 1833). Halálát követően végrendelete értelmében vagyona Eger kórházára és szegényintézetére szállt.
1789-től részt vett az Erdélyben engedélyezett egyetlen szabadkőműves-páholy, a nagyszebeni Szent András, A Három Tengeri Levélhez Páholy tevékenységében.

### Társasági tagságai és elismerései
Érdemeiért az uralkodó, I. Ferenc 1827-ben vörös szalagos Polgári Arany Érdemkereszttel (Goldene Zivil-Ehrenkreuz) tüntette ki. 1833-ban a Magyar Tudós Társaság tiszteleti tagjává választották.

## További irodalom
- Szabó Ignác: Kovács János emlékezete. Eger. 1895.